# Lauren Hall
Lauren Hall   (Vicksburg, 2 de febrer de 1979) coneguda també com a Lauren Tucker-Hall (nom de casada) és una ciclista estatunidenca professional des del 2011 i actualment (2018) a l'equip UnitedHealthcare.

## Palmarès en ruta
- 2011
  - Vencedora d'una etapa al Tour de Toona
  - Vencedora d'una etapa a la Cascade Cycling Classic
- 2013
  - Vencedora d'una etapa al Tour de Gila
  - Vencedora d'una etapa al Nature Valley Grand Prix
  - Vencedora d'una etapa a la Cascade Cycling Classic
- 2014
  - 1a a la Gant-Wevelgem
- 2015
  - Vencedora de 2 etapes a la Volta a Nova Zelanda
  - Vencedora d'una etapa al Holland Ladies Tour
  - Vencedora d'una etapa a la Cascade Cycling Classic
- 2018
  - 1a al Gran Premi de Gatineau

Fonts:

## Palmarès en pista
- 2012
  -  Campiona dels Estats Units en Persecució
  -  Campiona dels Estats Units en Scratch

Fonts: